# Wolfgang Richter (Oberst)
Wolfgang Richter (* 1949 in Bremen) ist ein deutscher Oberst a. D. und Associate Fellow beim Genfer Zentrum für Sicherheitspolitik (GCSP). Von 2010 bis 2022 war er als Experte für Verteidigungs- und Sicherheitspolitik bei der Stiftung Wissenschaft Politik (SWP) tätig.

## Militärische Laufbahn
Wolfgang Richter trat 1968 nach seinem Abitur als Offizieranwärter in die Bundeswehr ein. Nach Abschluss seiner Offizierausbildung übernahm er bis 1978 verschiedene Truppenkommandos in der Fallschirmjägertruppe in Nagold, Bruchsal und Wildeshausen. 1979 bis 1981 folgte seine Generalstabsausbildung. Von 1981 bis 1984 forschte er am Amt für Studien und Übungen der Bundeswehr in Ottobrunn zu Verteidigungsplanung. Daran schloss sich bis 1987 eine Verwendung als Chef des Stabes der Luftlandebrigade 26 in Saarlouis an. Folgend leistete er für zwei Jahre Dienst beim Supreme Headquarters Allied Powers Europe (SHAPE) in Mons.
Nach einer Verwendung als Bataillonskommandeur Panzergrenadierbataillons 371/372 in Marienberg von 1991 bis 1993 übernahm Richter eine Referentenstelle beim Konzeptionsreferat der Planungsabteilung der Streitkräfte im Bundesministerium für Verteidigung. Anschließend war er Leiter des militärischen Anteils der deutschen Delegation für die globale Rüstungskontrolle bei den Vereinten Nationen in Genf und New York bis 1999. Daran anschließend diente er bis 2005 als Abteilungsleiter beim Zentrum für Verifikationsaufgaben der Bundeswehr in Geilenkirchen und bis 2009 als Leiter des militärischen Anteils der Ständigen Vertretung der Bundesrepublik Deutschland bei der Organisation für Sicherheit und Zusammenarbeit in Europa.

## Wissenschaftlicher Werdegang
Schon in seinen militärischen Verwendungen beschäftigte Richter sich wissenschaftlich mit Sicherheitspolitik. 1989 bis 1991 war er Wissenschaftlicher Mitarbeiter bei der SWP. Nach seinem Ausscheiden aus dem aktiven Dienst übernahm er wieder eine Stelle bei der SWP. Zu seinen Forschungsfeldern gehören Rüstungskontrolle, Sicherheitskooperation, Internationales Völkerrecht und Konflikte in Europa, u. a. der Konflikt in der Ukraine seit 2014. Im Rahmen des russischen Angriffskrieges in der Ukraine 2022 wurde er als Militär- und Sicherheitsexperte in verschiedenen Nachrichtenformaten einer größeren Öffentlichkeit bekannt.

## Veröffentlichungen (Auswahl)
- Neutronenwaffe – Perversion des Denkens? Zur Kontroverse um atomare Gefechtsfeldwaffen in Europa und ihre Bedeutung für die NATO-Strategie, München 1982, (Reihe „Bernard & Graefe aktuell“, Band 31) ISBN 978-3-7637-5332-1.
- Kampfdrohnen versus Völkerrecht? Zum »Drohnenkrieg« in Afghanistan und Pakistan, in: Humanitäres Völkerrecht – Informationsschriften/Journal of International Law of Peace and Armed Conflict, 2011, S. 105–112.
- Zur Rolle der OSZE für die Sicherheitskooperation in Europa, in: Zeitschrift für Außen- und Sicherheitspolitik (ZFAS), Nr. 4, 2012, S. 645–661.
- Reviving Conventional Arms Control in Europe. A Contribution to Military Stability in Times of Crisis, in: OSZE-Jahrbuch, Nr. 22, 2016, S. 51–61.
- The Implications of the state of Conventional Arms Control für European Security, in: Deep Cuts Working Paper, Nr. 12, 2018, S. 2–26 (online: https://deepcuts.org/images/PDF/DeepCuts_WP12_Richter.pdf; abgerufen am 19. September 2022).
- Erneuerung der konventionellen Rüstungskontrolle in Europa. Vom Gleichgewicht der Blöcke zur regionalen Stabilität in der Krise, Berlin 2019 (= SWP-Studie, Nr. 17) (online: https://www.swp-berlin.org/publikation/erneuerung-der-konventionellen-ruestungskontrolle-in-europa; eingesehen am 19. September 2022).
- Erweiterte nukleare Abschreckung und Teilhabe. Gemeinsam überwinden, nicht einsam aussteigen, in: Ethik und Militär, Nr. 1, 2020, S. 44–55 (online: https://www.ethikundmilitaer.de/fileadmin/ethik_und_militaer/Ethik-und-Militaer-2020-1.pdf; abgerufen am 19. September 2022).
- Implementing the INF Treaty. The Elimination and Verification Process, in: Phillipp Gassert/Tim Geiger/Hermann Wentker (Hrsg.): The INF Treaty: A Reappraisal, Göttingen 2021, S. 277–314 (online: https://library.oapen.org/bitstream/handle/20.500.12657/48658/external_content.pdf?sequence=1; abgerufen am 19. September 2022) ISBN 978-3-525-35217-5.
- Ukraine im Nato-Russland-Spannungsfeld. Sicherheitsvereinbarungen und Rüstungskontrolle müssen wiederbelebt werden, in: SWP-Aktuell, Nr. 11, 2022 (online: https://www.swp-berlin.org/publications/products/aktuell/2022A11_ukraine_russland_nato.pdf; abgerufen am 19. September 2022).
- Russlands Angriffskrieg gegen die Ukraine Vorbereitung – Kriegsverlauf – Ressourcen – Risiken – Folgerungen, In der Publikation der Friedrich-Ebert-Stiftung, Büro Wien vom Dez. 2023 (online: https://library.fes.de/pdf-files/bueros/wien/20886.pdf) mahnt Richter mehr Mitverantwortung des Westens an einer friedlichen Lösung an.
- Stationierung von U.S. Mittelstreckenraketen in Deutschland, Konzeptioneller Hintergrund und Folgen für die europäische Sicherheit, Wien (Friedrich-Ebert-Stiftung) 2024, 15 S.
aktualisierte Fassung in: Johannes Varwick (Hrsg.). Die Debatte um US-Mittelstreckenraketen in Deutschland. Sicherheitspolitische Weichenstellungen der Jahre 2024/2025, Opladen; Berlin; Toronto (Verlag Barbara Budrich), 2025